# Наталија Бацановић
Наталија Бацановић (рођена 5. септембар 1960. у Београду) је некадашња југословенска кошаркашица. Наступала је у свим млађим репрезентативним селекцијама, а била је део тима Црвене звезде који је освојио титулу Првака Европе. Мајка је друге познате кошаркашице Наташе Ковачевић.

## Каријера
Највећи део своје каријере провела је у Црвеној звезди. Била је део тима који је постигао највећи успех женске клупске кошарке у Југославији, а то је освајање титуле првака Европе 1979. године. Иако је била међу млађим кошаркашицама у тиму, у финалу је постигла 12 поена и тако помогла Звезди да победе БСЕ резултатом 97:62.
Наталија је играла у свим млађим националним селекцијама. 1976. је наступала за кадетску репрезентацију на Европском првенству. Док је 1977. и 1979. играла на Европском првенству за јуниорке. 1979. године је просечно постизала 12,3 поена и дошли до четвртог места у коначном пласману.

## Остало
Мајка је Наташе Ковачевић, такође познате српске кошаркашице, познатој и по томе што је и након велике саобраћајне несреће успела да се врати на паркет и одигра једну сезону у Црвеној звезди. Удата је за некадашњег југословенског рукометаша Вукашина Ковачевића.